# Pochteca
Pochtecas eram negociantes astecas da classe mercantil muito poderosa pois detinham o monopólio do comércio exterior de luxo. Usavam jóias de ouro, eram comerciantes sagazes e prudentes e serviam até como um "serviço secreto" de informações ao governo.